# Rosa Sijben
Rosa Sijben (* 1988 in Alkmaar, Provinz Nordholland) ist eine niederländische Performancekünstlerin und Bildhauerin.

## Leben und Werk
Sijben studierte von 2006 bis 2012 Bildende Kunst an der Gerrit Rietveld Academie in Amsterdam. Für ihre Abschlussarbeit Getting Stuff Done wurde sie mit dem Fine Arts Award der Akademie ausgezeichnet. Sijben erhielt mehrere Stipendien, die ihr Aufenthalte in der Schweiz, den Niederlanden, Italien, Frankreich und Deutschland ermöglichten. Als Stipendiatin in Mönchengladbach realisierte sie die künstlerische Aktion Things Are Happening, die sie mit einem gleichnamigen Heft dokumentiert.
2014 fand die Ausstellung Things You Know im Kunstverein für die Rheinlande und Westfalen statt. Sijben platzierte unter anderem eine Materialansammlung auf einer Baustelle und stellte diese als eine skulpturale Installation im Ausstellungsraum nach. Die Veränderungen der Menge, Zusammensetzung und Anordnung der Materialien wurden wöchentlich in der Ausstellung nachvollzogen.